# Friede von Nimwegen

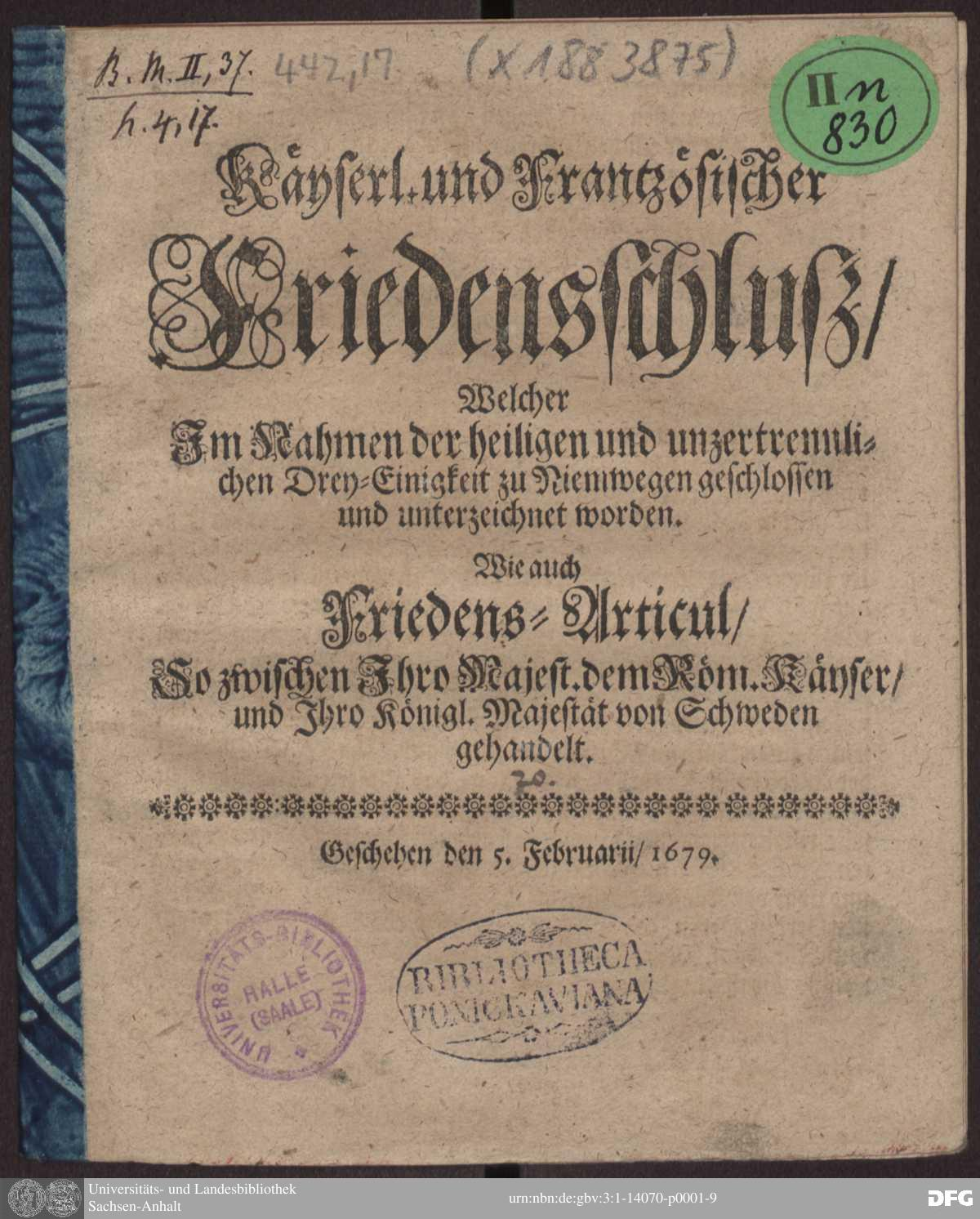
Titelblatt eines Druckes mit dem Frieden von Nimwegen zwischen Frankreich und Schweden und dem Reich.

Der ab 1678 verhandelte und 1679 abgeschlossene Friede von Nimwegen beendete den ab 1672 geführten Holländischen Krieg, auch genannt Französisch-Niederländischer Krieg. Der Vertrag umfasst mehrere einzelne Friedensverträge, die 1678/1679 in Nimwegen  abgeschlossen wurden und nicht nur den Holländischen Krieg, sondern auch die damit verbundenen weiteren Kriege beendeten.

## Konfliktparteien
Am Ende des Holländischen und des Schonischen Krieges waren dies die Kriegführenden:
Antifranzösische Koalition
- Republik der Vereinigten Niederlande
- Spanisches Reich (einschließlich Spanische Niederlande)
- Dänemark-Norwegen
- Heiliges Römisches Reich:
  -  Brandenburg-Preußen
  -  Hochstift Münster
  -  Fürstentum Lüneburg (Celle)
  -  Herzogtum Lothringen
  - und andere

Frankreich und Verbündete
- Königreich Frankreich
- Schwedisches Reich

## Das Vertragswerk
Zuerst schlossen das Königreich Frankreich und die Vereinigten Niederlande einen Friedensvertrag. Dadurch, dass die Niederlande aus der Koalition gegen Frankreich ausschieden, gerieten Spanien und das Heilige Römische Reich in Zugzwang und mussten mit ihren Friedensschlüssen nachziehen. So kam es zu einer Folge von Verträgen:
| Verträge von Nimwegen und damit verbundene Verträge | Verträge von Nimwegen und damit verbundene Verträge | Verträge von Nimwegen und damit verbundene Verträge | Verträge von Nimwegen und damit verbundene Verträge | Verträge von Nimwegen und damit verbundene Verträge | Verträge von Nimwegen und damit verbundene Verträge |
| Datum (gregor. / (julian.))                         | Vertrag                                             | Anti-französische Seite                             | Französische Seite                                  | Texte                                               | Quelle                                              |
| --------------------------------------------------- | --------------------------------------------------- | --------------------------------------------------- | --------------------------------------------------- | --------------------------------------------------- | --------------------------------------------------- |
| 10. August 1678                                     | Vertrag von Nimwegen                                | Niederländische Republik                            | Frankreich                                          | Niederländisch                                      | [ 1 ] [ 2 ]                                         |
| 10. August 1678                                     | (separater Handelsvertrag)                          | Niederländische Republik                            | Frankreich                                          |                                                     | [ 3 ]                                               |
| 17. September 1678                                  | Vertrag von Nimwegen                                | Spanien                                             | Frankreich                                          | Französisch                                         | [ 1 ] [ 4 ]                                         |
| 5. Februar 1679                                     | Vertrag von Nimwegen                                | Heiliges Römisches Reich                            | Frankreich und Schweden                             | Latein/Schwedisch                                   | [ 1 ]                                               |
| 5. Februar 1679 (26. Januar 1679)                   | Vertrag von Celle                                   | Lüneburg (Celle)                                    | Schweden (und Frankreich)                           |                                                     | [ 5 ]                                               |
| 19. März 1679                                       | Vertrag von Nimwegen                                | Münster                                             | Schweden                                            |                                                     | [ 6 ] [ 7 ]                                         |
| 29. Juni 1679 (19. Juni 1679)                       | Frieden von Saint-Germain                           | Brandenburg-Preußen                                 | Frankreich (und Schweden)                           |                                                     | [ 1 ]                                               |
| 2. September 1679 (23. August 1679)                 | Vertrag von Fontainebleau                           | Dänemark-Norwegen                                   | Schweden (und Frankreich)                           |                                                     | [ 1 ]                                               |
| 26. September 1679 (16. September 1679)             | Frieden von Lund                                    | Dänemark-Norwegen                                   | Schweden (und Frankreich)                           |                                                     | [ 1 ]                                               |
| 12. Oktober 1679 (2. Oktober 1679)                  | Vertrag von Nimwegen                                | Niederländische Republik                            | Schweden                                            |                                                     | [ 1 ]                                               |

Die Verträge sahen vor:
- Dass die Niederlande für die Zusage ihrer Neutralität gegenüber Frankreich und Schweden französisch besetzte Gebiete zurückbekamen.
- Abtretungen von Spanien an Frankreich, dazu zählten der Rest des Artois um Saint-Omer, Cassel, Aire-sur-la-Lys und Ypern in Flandern, Maubeuge und Valenciennes im Hennegau, das Hochstift und die Stadt Cambrai sowie die Freigrafschaft Burgund. Dadurch teilweise Revision des Ersten Aachener Friedens.
- Rückgabe von sechs französisch besetzten Städten in den Spanischen Niederlanden an Spanien: Limbourg, Charleroi, Ath, Oudenaarde, Kortrijk und Gent.[8] Bis auf Limbourg und Gent waren diese Städte 1668 im Frieden von Aachen an Frankreich gefallen und wurden nun zur Grenzbegradigung zurückgegeben.
- Abtretung von Freiburg und Kehl an Frankreich. Der deutsche Volksmund sprach daraufhin bald vom „Frieden von Nimmweg“.[9] Im Gegenzug Rückkehr des 1648 an Frankreich gefallenen und 1676 von kaiserlichen Truppen eroberten Philippsburgs zum Heiligen Römischen Reich.
- Rückgabe des seit 1670 französisch besetzten Lothringens an Herzog Karl V. mit Ausnahme von Longwy und der Hauptstadt Nancy, wofür der Herzog mit der Stadt Toul kompensiert werden sollte. Da der Herzog die Bedingungen des Vertrags nicht akzeptieren wollte, behielt Frankreich das Herzogtum bis 1697 weiter besetzt.
- Rückgabe des französisch besetzten Herzogtums Bouillon an die Familie La Tour d’Auvergne, das damit faktisch zu einem französischen Protektorat wurde.
- Abzug münsterscher Truppen, die im Schonischen Krieg für Dänemark kämpften.
- Bestätigung der Besitzansprüche Frankreichs bezüglich der Inseln St. Vincent, St. Lucia und Dominica.

## Bedeutung und Folgen
- Der Friedensvertrag dokumentiert neben dem nachfolgenden kurzzeitigen Reunionskrieg den Machtzenit des Sonnenkönigs, wurde aber nach dem Pfälzischen Erbfolgekrieg im Jahr 1697 durch den Frieden von Rijswijk teilweise revidiert. Durch den Frieden des Reiches mit Schweden wandte sich der Schonische Krieg zulasten Dänemarks und Brandenburg-Preußens.

- Im Blick auf die Geschichte der Diplomatie war der Ablauf der Verhandlungen bemerkenswert wegen der Rangstreitigkeiten der anwesenden Gesandten. Die Reichsfürsten bestanden hartnäckig auf der Forderung, Gesandte vom ersten Rang senden zu dürfen, wie z. B. den in Regensburg tätigen Reichstagsgesandten d’Orville. Ihnen sollte dann die Anrede Exzellenz zustehen. Der Forderung der Reichsfürsten wurde nachgegeben und damit wurde  eine fortwährende Tradition begründet.[10]

- Die Verhandlungen in Nimwegen bestätigten die Französische Sprache als Sprache der Diplomatie, was bis ins 20. Jahrhundert Bestand hatte.[11]